# Per-Olof Jonsson
Rune Per-Olof "Peppe" Jonsson, född 24 juli 1948, är en svensk före detta handbollstränare och idrottslärare, från Växjö.

## Karriär
Per-Olof Jonsson startade sin handbollskarriär som spelare i Växjö BK:s handbollssektion. Hans spelarkarriär blev så framgångsrik att han 1970 spelade tre landskamper för Sverige.[källa behövs] 1972 bröt sig handbollssektionen ut ur Växjö BK och bildade egen förening, Växjö HF, som Jonsson var med om att grunda.
Jonsson var idrottslärare i Växjö och var verksam i Växjö HF. Han utbildade sig vidare på GIH och skrev 1987 under utbildningstiden Ett steg före: tankar om försvarsspel i handboll ihop med Ingemar Linnéll och Krister Nääs. Han var under säsongen 1991/1992 tränare för Karlshamns HF:s herrlag men slutade efter ett år. 1992–1993 var han "medhjälpare" till Tomas Ryde som var förbundskapten för Sveriges damlandslag. Han hade då en adress som inneboende i Tyresö. Jonsson var sedan ungdomstränare i Växjö HF i flera år, mest känd för den framgångsrika årskullen födda 1981, som år 2000 vann junior SM-guldet, där Jonas Källman och Hans Karlsson med flera ingick. Endast under ett år stod han som tränare för klubbens representationslag under dessa år. Efter tiden som landslagsledare var han åter Växjötränare under två år 2009–2011. 2015 slutade Jonsson med handbollen.

## Förbundskapten
1992–1993 var Per-Olof Jonsson assisterande till Tomas Ryde som var förbundskapten för Sveriges damlandslag. 1999 blev Jonsson förbundskapten för damlandslaget. Under fyra år, 1999–2003, delades uppdraget med Tomas Ryde.
2001 spelade landslaget VM i Italien och gjorde succé som "Det leende landslaget". Vid EM 2002 åkte Sverige ut efter gruppspelet efter förluster mot Jugoslavien, Rumänien och Österrike. År 2003 tog Per-Olof Jonsson över ensam i landslaget. Vid EM 2004 gick det inte bättre utan Sverige åkte ut i gruppspelet efter tre förluster mot Rumänien, Danmark och Tyskland. 2004 vann Sverige EM kvalet mot Schweiz i två raka matcher. Hemmamatchen i Scandinavium drog över 11 000 åskådare vilket var publikrekord för damhandboll i Europa. År 2005 förlorade Sverige ett VM-kval mot Kroatien. Sverige vann hemma med 30–26 men förlorade borta med 26–33. Efter den matchen slutade Jonsson som förbundskapten.